# Còrtex visual
El còrtex visual és l'escorça visual primària (també coneguda com a escorça estriada o V1) més la resta d'àrees visuals corticals estriades, també nomenades V2, V3, V4, i V5. L'escorça visual primària és anatòmicament equivalent a l'àrea de Brodmann 17 0 BA17. L'escorça visual primària, V1, és el koniocòrtex (zona sensorial del còrtex) localitzat dins i al voltant de la cissura calcarina al lòbul occipital, que rep informació directament del nucli geniculat lateral. Existeix una hipòtesi sobre el funcionament del còrtex visual que proposa dues vies del recorregut de la informació (una ruta superior o dorsal i una altra inferior o ventral). Aquesta teoria, encara que molt àmpliament acceptada, no ho està per a tots els acadèmics i el debat segueix en estudi.
Altres hipòtesi sobre el funcionament del còrtex visual són l'estudiada per Raftopolous i la del neuropsicòleg Alexander Luria.

## La teoria de les dues rutes de la visió

Imatge mostrant: La franja dorsal (verd) i la Franja ventral (lila). Tenen el seu origen en l'escorça visual primària (blau).

### Contingut de la hipòtesi i crítiques
La V1 transmet informació per dues rutes, anomenades la franja dorsal i la franja ventral.
- La ruta dorsal comença en V1, passa a través de l'àrea visual V2, després per l'àrea dorsomedial (DM/V6) i l'àrea visual medial (MT / V5) i arriba al còrtex parietal posterior. La franja dorsal és anomenada també "ruta on" o "ruta del qual" (perquè ens aporta dades de com és allò que estem veient), està associada a les funcions de: moviment, representació topogràfica d'objectes i la coordinació controlada d'ull-braç, especialment quan la informació visual és usada per guiar (canvis ràpids en l'enfocament de la visió) o abastar un objecte.[4]
- La ruta ventral comença en V1, va a través de l'àrea visual V2, després segueix a través de l'àrea visual V4, fins a l'còrtex temporal inferior. La franja ventral és anomenada sovint la "ruta del què" (perquè identifica què és el que estem veient) i està associada a la funció de reconeixement de formes i representació d'objectes, també està associada amb l'emmagatzematge de la memòria a llarg termini.

La dicotomia de les rutes dorsal/ventral (també anomenades "on/què" o "franges d'acció/percepció", va ser definida per primera vegada el 1982 per Ungerleider i Mishkin
i segueix sent contenciosa per científics de la visió i psicòlegs. Aquesta hipòtesi va ser desenvolupada posteriorment per Melvyn A. Goodale i AD Milner, proposant que l'àrea ventral és la principal, mentre que la dorsal serveix d'intermediària per activitats de control relacionades amb la vista. És potser una sobre simplificació del veritable estat de les accions dins de l'escorça visual, però fins i tot els qui no accepten la totalitat de la hipòtesi, accepten la divisió de la visió en dues: una relacionada amb la percepció i una altra relacionada amb l'acció. Per postular aquesta hipòtesi, Unerleider i Mishkin es van basar en l'existència d'il·lusions visuals com la il·lusió d'Ebbinghaus, que pot distorsionar els judicis de tipus perceptiu, però quan el subjecte respon a l'estímul visual amb una acció com ara agafar l'objecte, no es dona cap distorsió. No obstant això, treballs recents suggereixen que ambdós; acció i percepció són enganyats igualment per tals il·lusions.Altres investigacions, com el de Scharnowski i Gegenfurtner, suggereixen que tant el sistema relacionat amb l'acció com el relacionat amb la percepció estan igualment afectat per aquestes il·lusions. Altres estudis més recents, donen suport a la idea que habilitats com ara agafar objectes no es veuen afectades per les il·lusions òptiques i suggereixen que la dissociació acció/percepció és una manera útil per caracteritzar la divisió funcional del treball que es realitza en dues àrees del cervell: la dorsal i la ventral del còrtex.
Les neurones de l'escorça visual disparen potencials d'acció quan l'estímul visual apareix dins del seu camp receptiu. Per definició, el camp receptiu és la regió dins del camp visual el qual produeix un potencial d'acció. Però cada neurona donada pot respondre a un subconjunt d'estímuls dins del seu camp receptiu, aquesta propietat és anomenada sintonització neuronal. A les àrees visuals primàries, les neurones tenen una sintonització simple. Per exemple, una neurona de l'àrea V1 pot enviar estímuls verticals a qualsevol altra neurona en el seu camp receptiu. A les altres àrees visuals, la sintonització neuronal es torna més complexa. Per exemple en el còrtex temporal inferior, una neurona pot enviar impulsos solament quan una determinada cara apareix dins del seu camp receptiu.
El còrtex visual rep la irrigació sanguínia necessària a través de l'artèria cerebral posterior

### La investigació en l'actualitat
La investigació sobre el còrtex visual primari es basa en el registre de potencials d'acció a partir de:
- elèctrodes col·locats dins del cervell de: gats, fures, rates, ratolins, granotes
- mitjançant el registre de senyals òptics intrínsecs d'animals
- amb l'estudi d'electroencefalogrames (EEG), magnetoencefalogrames (MEG) o imatges de ressonància funcional (fMRI) d'éssers humans i micos.

Un descobriment recent amb relació a la V1 humana és que els senyals mesurats a través de ressonància funcional mostren una modulació atencional molt gran. L'estudi ha trobat que encara que la V1 processa la informació visual abans que la V2 i la V4, la modulació atencional s'esdevé a la V4 seguida de la V2 i finalitza en la V1, suggerint això que la modulació atencional es retroalimenta (feedback) anant de les àrees de nivell superior a les àrees de nivell inferior.Això contrasta força amb la fisiologia d'un macaco, el qual mostra petits canvis, (o cap canvi) en el tret associat a la modulació atencional. En les investigacions amb macacos es mesura els pics d'activitat de les neurones a nivell individual. També s'ha observat que la base neuronal del senyal en la ressonància funcional està relacionada principalment a la potenciació postsinàptica (PSP). Aquesta diferència per tant no necessàriament indica una diferència entre la fisiologia del macaco i la de l'ésser humà.
Un altre treball actual sobre la V1 cerca caracteritzar completament les seves propietats de sintonització i el seu ús com a àrea model per al circuit cortical canònic.
Les lesions en l'escorça visual primària generalment condueixen a un escotoma o buit dins la percepció del camp visual. Aquest és un altre tema que ha despertat l'interès de la investigació actual: Esbrinar com és que els pacients amb escotomes són freqüentment capaços de fer ús de la informació visual presentada en els seus escotomes tot i ser incapaços de percebre'ls conscientment. Aquest fenomen anomenat, ceguesa de percepció, és àmpliament investigat per científics interessats en la correlació neural de l'activitat conscient

## El còrtex visual primari (V1)
Què és?

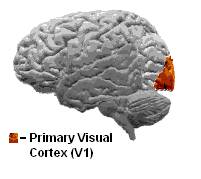
Escorça visual primària (V1)

El còrtex visual primari és l'àrea visual més estudiada del cervell, està localitzada en el pol posterior de l'escorça occipital, que és la part de l'escorça responsable del processament dels estímuls visuals. Com que és el primer lloc on es processa la informació procedent de l'ull, també se l'anomena àrea visual primària cortical. Està especialitzada en el processament d'informació sobre els objectes estàtics i en moviment i és excel·lent en el reconeixement de patrons.
Mentre que a nivell funcional és definida com a escorça visual primària, a nivell anatòmic es pot definir de forma equivalent com a escorça estriada. El nom d'escorça estriada deriva de l'estria de Gennari, una banda distintiva, visible a simple vista, formada per axons i mielina, tots dos provinents del cos geniculat lateral i que acaben en la capa 4 de la substància grisa.
L'escorça visual primària està dividida en sis capes funcionals, etiquetades de la 1 a la 6. La capa 4, que rep la major entrada de senyal visual del nucli geniculat lateral, està també dividida en 4 capes etiquetades: 4A, 4B, 4Cα, i 4Cβ. La subcapa 4Cα rep una bona part de l'entrada magnocel·lular provinent del nucli geniculat lateral mentre que la subcapa 4Cβ rep l'entrada provinent de la via parvocel·lular.
El nombre mitjà de neurones contingudes en el còrtex visual primari humà (en cada hemisferi), ha estat estimat en 140 milions.
Quina funció té?
L'àrea V1 té un mapa molt ben definit de la informació espacial captada per la visió. Per exemple, en els humans la banda superior de la cissura calcarina correspon força a la informació procedent de la meitat baixa del camp visual (per sota del centre), i la banda inferior de la cissura respon a la meitat superior del camp visual. Conceptualment aquest mapa topogràfic o retinotopia (que descriu l'organització espacial de les respostes neuronals) és una transformació de la imatge visual de la retina en l'àrea V1. La correspondència entre una localització donada en V1 i en el camp visual subjectiu és molt precisa: fins i tot els punts cecs estan enregistrats en forma de mapa dins de la V1. Evolutivament aquesta correspondència és molt bàsica i es troba en molts animals que posseeixen una escorça visual. En els humans i en els animals amb una fòvea a la retina, una gran porció de la V1 està mapejada en la petita porció central del camp visual, un fenomen conegut com a magnificació cortical. Les neurones de la V1 tenen el camp receptiu més petit que qualsevol regió microscòpica de l'escorça visual, potser amb el propòsit d'aconseguir una codificació espacial minuciosa.
Les propietats de sintonització de les neurones de la V1 (a la qual responen les neurones) difereixen enormement pel que fa al temps. Inicialment, en 40ms (o més), les neurones individuals de la V1 tenen una forta sintonització en resposta a un petit conjunt d'estímuls. Això és que la resposta neuronal pot discriminar petits canvis d'orientació visual, de freqüència espacial i de color. I a més, cada neurona de la V1 dels humans i dels animals amb visió binocular té una dominància ocular, és a dir, que es produeix una sintonització cap a un dels dos ulls. A l'àrea V1, i als sensors del còrtex primari en general, les neurones amb propietats de similar sintonització tendeixen a aplegar-se en columnes corticals. David Hubel i Torsten han proposat una organització en forma de cub per aquestes columnes, depenent de dues propietats de sintonització: la dominància ocular i l'orientació.
Passat un temps inicial (després de 100 ms), les neurones de la V1 són sensibles a una organització més global de l'escena visual (Lamme & Roelfsema, 2000). Aquesta propietat de resposta probablement té la seva arrel en:(Hupe et al. 1998)
- el procés recurrent (feedback), és a dir, la influència de nivells superiors en els nivells inferiors del còrtex
- les connexions laterals de neurones piramidals.

Les connexions cap endavant sense retrocés (feedforward) són les que guien la resposta principal, mentre que les connexions de retroalimentació (feedback) són més aviat modulatòries en els seus efectes (Angelucci i al., 2003; Hupe i al., 2001). Les proves han demostrat que el feedback originat en nivells superiors com ara V4, IT, o MT, amb camps receptius més grans i complexes, poden modificar i donar forma a respostes en V1, en relació als efectes que sobrepassen el camp receptiu clàssic (Guo i al., 2007; Huang i al., 2007; Sillito i al., 2006).
La informació visual formada a la V1 no està codificada en termes d'imatges espacials (ni òptics) sinó que més aviat es poden descriure com a detecció de la vora. Per exemple, per una imatge que tingui la meitat negra i la meitat blanca, la línia divisòria entre el negre i el blanc té un fort contrast (el que es diu detecció de la vora) i està codificada, mentre que unes poques neurones codifiquen la informació sobre la brillantor (en negre i el blanc en si mateixos). Com a informació, depèn a més de les subseqüents àrees visuals, està codificada com a senyals de freqüència o fase en augment. Cal notar que en aquestes primeres etapes del processament en el còrtex visual, la informació sobre la localització espacial està ben preservada, en contrast amb la informació sobre la detecció de la vora.

## El còrtex visual secundari V2
L'àrea visual V2, o còrtex visual secundari, també dit còrtex preestriat, és la segona àrea del còrtex visual pel que fa a la mida i la primera regió dins l'àrea d'associació. Rep força connexions sense retrocés (feedforward) procedents de l'àrea V1 (de forma directa i a través del pulvinar) i envia moltes connexions a V3, V4 i V5. També envia informació cap a l'àrea V1 en forma de feedback.
En termes d'anatomia la V2 està dividida en quatre quadrants, que són la part dorsal i la ventral de cada hemisferi. Juntes, aquestes quatre regions configuren un mapa complet del món visual. L'àrea V2 té moltes propietats en comú amb la V1: les cel·lules estan sintonitzades cap a propietats simples com ara l'orientació, la freqüència espacial i el color. Les respostes de moltes neurones de la V2 estan, a més, modulades per propietats més complexes com l'orientació dels contorns en una il·lusió, la disparitat binocular i la discriminació de si un estímul és part d'una figura o del fons en què es percep (Qiu i Von der Heydt, 2005). Les investigacions recents han mostrat que les cèl·lules de la V2 tenen una petita intervenció en la modulació atencional (més que en l'àrea V1, però menys que en la V4), estan sintonitzades en relació als patrons de complexitat moderada i poden estar dirigides per orientacions múltiples cap a diferents subregions dins d'un únic camp receptiu.
S'ha argumentat que tota la ruta ventral de l'hipocamp és important pel que fa a la memòria visual. Aquesta teoria, a diferència de la més acceptada, prediu que les alteracions en la memòria de reconeixement d'objectes (ORM) pot ser el resultat del processament en la V2, una àrea que està força interconnectada dins de la ruta ventral del còrtex visual. En els cervells dels simis aquesta àrea rep moltes connexions sense retrocés (feedforward) procedents del còrtex primari visual (V1) i envia força projeccions cap als altres còrtex secundaris (V3, V4, V5). La majoria de les neurones d'aquesta àrea estan sintonitzades cap a les característiques simples de la visió com ara: l'orientació, la freqüència espacial, la mida, el color i la forma. Les cèl·lules de la V2 responen a diverses característiques complexes relacionades amb la forma, com l'orientació respecte als contorns d'il·lusions i si l'estímul és part de la figura o del fons. Dels estudis anatòmics es desprèn que la capa 3 de l'àrea V2 està implicada en el processament de la informació visual. A diferència de la capa 3, la capa 6 del còrtex visual està formada per diferents tipus de neurones i que la seva resposta als estímuls és més complexa.
En un estudi s'ha demostrat que les cèl·lules de la capa 6 de l'àrea V2 del còrtex són molt importants pel que fa a l'emmagatzemament de dades que ajuden a reconèixer un objecte, així com en la conversió de dades de la memòria a curt termini cap a la memòria a llarg termini. Aquest estudi, publicat el 2009 a la revista Science, relaciona un regulador proteic amb aquesta zona (la V2) en el cervell de rates. Es va comprovar que les neurones de la capa 6 d'aquesta zona influeixen en la memòria visual a llarg termini. Es va aconseguir augmentar la memòria de reconeixement d'objectes (ORM), passant d'una durada de 45mn a mesos, i eliminant aquesta capa desapareixia aquesta memòria.

## Tercer complex visual
L'expressió tercer complex visual designa la regió del còrtex situada immediatament al davant de la V2, que inclou la regió anomenada en els humans V3. La paraula "complex" està justificada pel fet que encara existeix controvèrsia sobre si abasta tota l'àrea V3, mentre que alguns investigadors proposen que el còrtex situat al davant de la V2 podria incloure dues o tres subdivisions funcionals. Per exemple, David Van Essen i altres (1986) van proposar l'existència d'una "dorsal V3" a la part superior de l'hemisferi cerebral, que caldria distingir de l'àrea "ventral V3". Les àrees dorsal i ventral V3 tenen diferents connexions amb les altres parts del cervell, apareix amb diferències en les imatges (seccions amb taques indicadores d'activitat) obtingudes amb varietat de mètodes i contenen neurones que responen a diferents combinacions d'estímuls visuals (per exemple, les neurones que distingeixen colors són més comunes a l'àrea ventral V3). Altres subdivisions, que només poden fer-se en humans, són les V3A i V3B. Aquestes subdivisions corresponen a l'àrea dorsal V3, però no estan en la proximitat de l'àrea V2.
L'àrea dorsal V3 és considerada normalment com a part de la ruta dorsal i rep inputs d'informació procedents de l'àrea V2 i de l'àrea visual primària, els quals són projectats cap al còrtex posterior parietal. Es pot dir que està localitzada anatòmicament a l'àrea 19 de Brodmann. Braddick, usant imatges fMRI ha suggerit que l'àrea V3/V3A podria tenir una actuació decisiva pel que fa al processament global del moviment. Altres estudis prefereixen considerar l'àrea dorsal V3 com a part d'una àrea més àmplia anomenada àrea dorsomedial (DM), la qual conté una representació de tot el camp visual. Les neurones de l'àrea DM responen a patrons de moviment coherent que abasten parts extenses del camp visual.
Les connexions de l'àrea ventral V3 (VP) amb l'àrea visual primària són molt més febles, mentre que les connexions amb el còrtex inferior visual són més fortes. Els primers estudis proposaven que la VP contenia una representació de tan sols la part superior del camp visual (per damunt d'un punt fix), en canvi els treballs més recents indiquen que aquesta àrea és més extensa del que inicialment s'havia apreciat i, com passa amb altres àrees, podria contenir una representació completa del camp visual. En la versió revisada el concepte, descrit per Rosa i Tweedale, aquesta VP més extensa es refereix a l'àrea posterior ventrolateral (VLP).

## L'àrea del reconeixement de formes V4

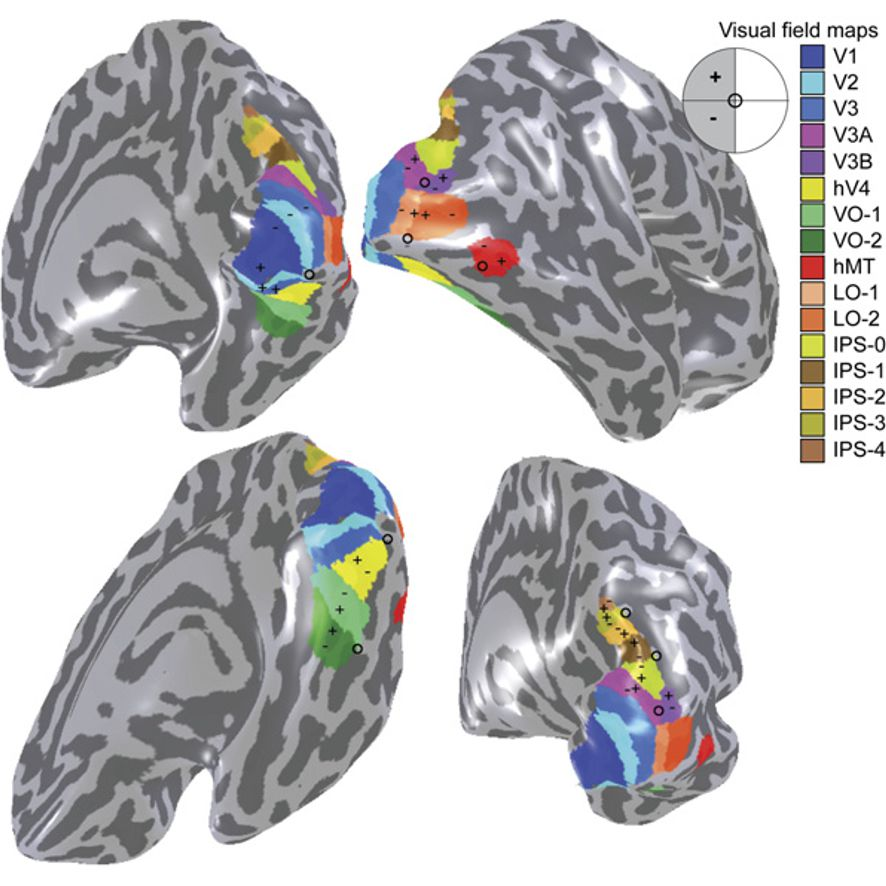
Mapa del camp visual del còrtex i les nombroses àrees estriades.

L'àrea visual V4 és una de les moltes àrees estriades del còrtex visual. En els macacos està situada davant de la V2 i darrere de l'àrea posterior inferotemporal (PIT). Comprèn almenys quatre divisions (V4d esquerra i dreta, V4v esquerra i dreta) i en alguns grups es pot subdividir en: caudal i rostral. Es desconeix fins a quin punt l'àrea homòloga V4 dels humans és igual, essent aquest un tema d'estudi actual.
L'àrea V4 és la tercera àrea del còrtex que pertany a la ruta ventral, rep molta informació sense retrocés (feedforward) procedent de la V2 i envia molta informació cap a la PIT. També rep inputs directament de la V1, sobretot pel que fa a l'espai central de la visió. A més se sap que té connexions febles amb la V5 i amb el gir dorsal angular (DP).
La V4 és la primera àrea de la ruta ventral que té una forta modulació atencional. Molts estudis indiquen que l'atenció selectiva pot fer al voltant d'un 20% de modificacions adaptant-se a la informació. la investigació de Moran i Desimone fou pionera en la caracterització d'aquests efectes, que es poen trobar repartits per tot el còrtex visual.
Igual com l'àrea V1, la V4 es pot sintonitzar pel que fa a l'orientació, la freqüència espacial i el color. A diferència de la V1, la V4 se sintonitza respecte als trets de l'objecte observat que són de complexitat intermèdia, com les formes geomètriques simples, tot i que encara ningú ha fet una descripció completa dels paràmetres de sintonització de l'espai de la V4. L'àrea visual V4 no se sintonitza amb relació a objectes complexos com les cares.
Les propietats d'enviament d'informació de la V4 van ser descrites per Semir Zeki a finals de la dècada del 1970, qui també va posar nom a l'àrea. Anteriorment la V4 era coneguda per la seva descripció anatòmica: el gir prelunat. En un principi, Zeki va argumentar que la funció de la V4 era processar la informació del color. La investigació a començaments dels 1980 va demostrar que la V4 estava directament implicada en el reconeixement de les formes. Aquests estudis van donar suport a la hipòtesi de les dues rutes, presentada per primera vegada per Ungerleider i Mishkin el 1982.
Els treballs més recents han mostrat que la V4 té una gran plasticitat a llarg termini, codifica estímuls rellevants, pot tancar la porta d'accés dels senyals que venen del camp visual frontal i mostrar canvis en el perfil espacial depenent de quin sigui el punt d'atenció.

## L'àrea mig temporal V5
L'àrea visual V5, també coneguda amb el nom d'àrea MT (mig temporal), és una de les regions estriades del còrtex visual i es creu que té una actuació important en la percepció del moviment, en la integració dels senyals de moviment en la percepció global i en el guiatge d'alguns moviments de l'ull.
Connexions
La MT té connexions amb un ampli ventall d'àrees corticals i subcorticals. Li arriba informació procedent de les àrees V1, V2 i de la dorsal V3 (àrea dorsomedial), de les regions koniocel·lulars del nucli geniculat lateral LGN i de la regió pulvinar inferior. El patró de les projeccions en la MT canvia d'alguna manera entre la representació de la fovea i del camp visual perifèric, amb la rebuda posterior d'informació procedent de les àrees situades a la línia central del còrtex i a la regió retrosplenial.
L'opinió més generalitzada és que la V1 aporta la informació més important a la MT. Això no obstant, diversos estudis han demostrat que les neurones de la MT són capaces de respondre a informació visual, sovint de forma selectiva escollint una direcció, fins i tot encara que la V1 hagi estat destruïda o desactivada. Encara més, la investigació portada per Semir Zeki i els seus col·laboradors ha suggerit que determinats tipus d'informació visual poden arribar a la MT fins i tot abans que arribin a la V1.
la MT envia la major part de la informació cap a les àrees situades al còrtex immediatament al seu voltant, és a dir, les àrees FST, MST i V4t (mig temporal creixent). Altres projeccions que són objectiu de la MT són les àrees relacionades amb el moviment ocular que estan als lòbuls frontal i parietal (zona frontal del camp visual i àrea intraparietal lateral).
Funcions
Els primers estudis sobre les propietats electrofisiològiques de les neurones a la MT van mostrar que una gran part de les cèl·lules se sintonitzen amb relació a estímuls de velocitat i de direcció del moviment. aquests estudis fan pensar que la MT té un paper significatiu en el processament del moviment visual. Els estudis a partir de lesions han donat suport a aquesta idea sobre la funció de la MT. Els estudis de neuropsicologia sobre el cas d'un pacient incapaç de captar per la visió el moviment, el qual només podia veure el món com un seguit de fotogrames estàtics, ha fet pensar que la V5 en els primats és homòloga a la MT en els humans.
Malgrat això, com que les neurones de la V1 també se sintonitzen en relació als canvis de direcció i velocitat de moviment, aquests primers resultats han deixat oberta la qüestió de què és exactament el que la MT pot fer que la V1 no pugui. S'han dedicat molts treballs d'investigació a aquesta àrea i sembla que la seva funció sigui integrar els senyals de moviment visual dins del moviment global d'objectes complexos. Per exemple, una lesió en la V5 portaria a un dèficit en la percepció del moviment i en processar estímuls complexes. Conté moltes neurones selectives pel que fa al moviment de característiques visuals complexes (finals de vores, angles). La microestimulació d'una neurona situada a la V5 afecta a la percepció del moviment. Per exemple, si es troba una neurona amb preferència de connexió pel que fa a l'estímul visual del moviment cap a dalt en la V5 d'un simi i l'estimulem amb un elèctrode, llavors el simi es torna més capaç de respondre a una informació sobre moviments cap a dalt quan se li presenta la informació barrejada amb estímuls que contenen informació de cap a la dreta i cap a l'esquerra .
Encara hi ha molta controvèrsia sobre la forma exacta com es fan els càlculs de posició en l'àrea MT i alguns estudis suggereixen que la característica del moviment ja és detectada en nivells més simples del sistema visual, com ara en la V1.
Organització funcional
La MT està organitzada en columnes de direcció. DeAngelis ha proposat que les neurones de la MT també podrien tenir la base de la seva organització en la sintonització amb relació a la disparitat binocular.

## L'àrea dorsomedial V6
L'àrea dorsomedial (DM) també coneguda com a V6, sembla respondre a estímuls visuals associats amb el moviment del mateix individu i amb estímuls procedents de camps visuals amples. La V6 és una subdivisió en el còrtex visual dels primats i va ser descrita per primera vegada per John Allman i Jon Kaas el 1975. Aquesta àrea està localitzada a la part dorsal del còrtex estriat, a prop del solc que separa els hemisferis cerebrals (fissura medial longitudinal) i també inclou algunes porcions del còrtex medial, com el solc pariental-occipital. La DM conté una representació topogràfica organitzada de tot el camp visual. Igual com la V5, la DM rep connexions directes procedents del còrtex visual primari. També de forma similar a la V5, la DM està caracteritzada per tenir un alt contingut en mielina, un tret generalment present en estructures cerebrals implicades en la transmissió ràpida d'informació.
Durant molts anys, es va considerar que la DM només existia en els simis del nou món, però els estudis més recents fan pensar que la DM també existeix en els simis del vell món i potser en humans. De vegades també es fa referència a la V6 com a l'àrea parietal-occipital (PO), tot i que la correspondència no és del tot exacta.
Funcions
Les neurones de l'àrea DM/V6 tenen propietats de resposta única, que inclouen una selecció extremadament aguda pel que fa a l'orientació dels contorns visuals i a la preferència per les línies llargues que cobreixen de forma ininterrompuda les parts àmplies del camp visual. En canvi, si comparem amb l'àrea MT, hi ha una porció molt més petita de cèl·lules de la DM que són selectives pel que fa als patrons de moviment. Una altra notable diferència és que les cèl·lules de la DM estan sintonitzades en referència als components d'una imatge de freqüència baixa en l'espai i responen poc als patrons de textura en moviment com ara un camp format per punts aleatoris. Per contra, les cèl·lules de la MT tenen sovint una forta resposta a aquests estímuls. Aquestes propietats de resposta fan pensar que la DM i la MT podrien treballar en paral·lel, sent la DM l'analista del moviment d'un mateix amb relació a l'entorn i la MT l'analista del moviment d'objectes individuals amb relació a un fons de percepció.
Recentment s'ha identificat una àrea responsable dels camps de gran angular en moviment continu i es creu que aquesta àrea existeix tant en humans com en macacos, dins l'àrea V6.
Connexions
Les connexions i propietats de resposta de les cèl·lules de la DM/ V6 suggereixen que aquesta àrea és una cruïlla d'enllaços dins de la ruta dorsal, aquest encreuament d'enllaços és anomenat per alguns la drecera dorsomedial. Sembla que aquesta drecera és important pel que fa al control de l'activitat motora de l'esquelet, incloent les reaccions posturals i els moviments per abastar objectes. La principal via d'arribada d'informació sense retrocés (feedforward) de la DM és cap a la zona del còrtex rostral que està en la seva immediació, entre els lòbuls parietal i occipital (V6A). Aquesta regió té, a la vegada, connexions relativament directes amb les regions dels lòbul frontal que controlen el moviment del braç, incloent el còrtex premotor.